# María Esther Ortiz Salazar
María Esther Ortiz Salazar (Ciudad de México, 18 de abril de 1936 - 16 de octubre de 2021) fue una física nuclear mexicana. Fue la segunda mujer en graduarse de la licenciatura en física, después de Alejandra Jáidar. Fue además una de las primeras mujeres en obtener los grados de maestría y doctorado en Física en la Universidad Nacional Autónoma de México. Formó parte de los primeros pasos en física nuclear en México, y participó en el desarrollo de la ecuación de estado de materia nuclear.

## Biografía
Se graduó de la licenciatura en física en la Facultad de Ciencias de la Universidad Nacional Autónoma de México, con la tesis “Determinación de las características angulares de los estados base y primer excitado de 170 a energías moderadas (aprox. 1.6 MeV) en y afuera de una resonancia de 18 F”, en 1961. Fue la segunda mujer en obtener el título de licenciada en física en México, después de Alejandra Jáidar. Jáidar y Ortiz fueron amigas desde la secundaria, de acuerdo con una entrevista que Ortiz concedió en 2005. Durante su vida, continuaron su amistad hasta la muerte de Jáidar, en 1988.
Ambas acudieron juntas al bachillerato de la Universidad Femenina de México y estudiaron juntas la licenciatura en la Facultad de Ciencias.  Ambas indicaron que su interés por las matemáticas venía de un curso de matemáticas en la preparatoria, impartido por la profesora Teresa Sánchez de Padilla. De acuerdo con Ramos, Maria Esther Ortiz recuenta que fue a pedir su fecha de defensa de examen al mismo tiempo junto con Alejandra Jáidar, pero que les asignaron días diferentes, siendo Jáidar la que obtuvo su fecha de examen antes.
Posteriormente, cursó su maestría y doctorado en la Facultad de Ciencias, y fue la segunda mujer en obtener dichos títulos en México.

## Trayectoria académica
Fue investigadora asociada en el laboratorio Oak Ridge e investigadora invitada en el laboratorio Lawrence Berkeley en Estados Unidos.
Fue parte del Sistema Nacional de Investigadores nivel III y nombrada investigadora Emérita por dicha institución, miembro de la Academia Mexicana de Ciencias e Investigadora Emérita del Instituto de Física de la Universidad Nacional Autónoma de México (UNAM). También fue integrante de la Sociedad Estadounidense de Física (American Physical Society) y de la Academia de Ciencias de Nueva York.
Fue presidenta del Consejo de Acreditación de Programas Educativos en Física, qué forma parte del Consejo para la Acreditación de la Educación Superior. Desempeñó distintos cargos administrativos como coordinadora de la Carrera de Física de la Facultad de Ciencias de la UNAM, presidenta de la Sociedad Mexicana de Física, integrante de la Junta de Gobierno de la UNAM, así como asesora del Instituto Nacional de Energía Nuclear. Formó parte del Comité Asesor del Laboratorio Nacional de Espectrometría de Masas con Aceleradores.
Sus líneas de investigación fueron la física nuclear experimental, la instrumentación y sus aplicaciones a la radiación.
Fue profesora de física en la Facultad de Ciencias de la UNAM, desde 1960. De 1993 a 1994, fungió como jefa del Departamento de Física Experimental del Instituto de Física de la UNAM, y fue Presidenta de la División de Física Nuclear de la Sociedad Mexicana de 1993 a 1995.
Fue miembro del Consejo Universitario de la UNAM del 2 de mayo de 1994 al 18 de abril de 2006.[cita requerida]
De igual manera, se involucró en proyectos de educación dentro de la Facultad de Ciencias, al llevar a cabo la Consolidación de Recursos Didácticos para las materias optativas del área de física de radiaciones del 2011 al 2013 y, posteriormente, en el 2015.

## Líneas de investigación
- haces de iones radiactivos
- instrumentación
- reacciones nucleares